# Barbara Krafftówna
Barbara Krafftównaⓘ, właśc. Barbara Krafft-Seidner (ur. 5 grudnia 1928 w Warszawie, zm. 23 stycznia 2022 w Konstancinie-Jeziornie) – polska aktorka teatralna i filmowa, artystka kabaretowa i piosenkarka.

## Życiorys

### Pochodzenie
Jej ojciec był naczelnym architektem w Łucku, matka nie pracowała zawodowo, prowadziła dom, w którym często rozbrzmiewała muzyka (matka śpiewała, grała na fortepianie i skrzypcach). Barbara była najmłodsza z czworga rodzeństwa, miała dwóch przyrodnich braci i siostrę. Po śmierci ojca i po wybuchu II wojny światowej, wyjechała wraz z matką do Warszawy, uciekając z Wołynia przed Sowietami.

### Występy w teatrze
Od wczesnych lat wykazywała zainteresowania aktorskie. W czasie wojny brała udział w zajęciach krakowskiego konspiracyjnego Studia Dramatycznego Iwona Galla, które ukończyła w 1946. Tam oprócz aktorstwa miała lekcje pantomimy, uczyła się też tańca. Od 1945 Studio działało przy Teatrze Starym w Krakowie, ale już w kolejnym roku Iwo Gall wraz z kilkoma uczniami, wśród nich z Krafftówną, wyjechał do Teatru Wybrzeże, funkcjonującego początkowo w Gdyni. Tam też, w listopadzie 1946 r. zadebiutowała rolą Rybaczki w Homerze i Orchidei Tadeusza Gajcego. Z trójmiejską sceną była związana do 1949 roku, zagrała m.in. Kasię w Jak wam się podoba Williama Szekspira (1947), Haneczkę w Weselu Stanisława Wyspiańskiego (1948) i Klarę w Pigmalionie (1913) George’a Bernarda Shawa (1949, wszystkie wymienione tytuły w reżyserii Galla).  – Iwo Gall był moim wielkim nauczycielem i mistrzem. On ukształtował mój sposób patrzenia na teatr, ukształtował moje artystyczne myślenie – wspominała aktorka po latach.
W 1949 przeniosła się wraz ze swym mistrzem do Teatru im. Stefana Jaracza w Łodzi, gdzie występowała do 1950 i zagrała m.in. Warię w Wiśniowym sadzie Antoniego Czechowa. W latach 1950–1953 pracowała we wrocławskich Teatrach Dramatycznych. Wystąpiła m.in. jako Klara w Ślubach panieńskich Aleksandra Fredry w reż. Marii Wiercińskiej (1951) i Eliza w Skąpcu Moliera w reż. Maryny Broniewskiej (1951).
Od 1953 występowała w teatrach warszawskich. Na początku w Teatrze Nowej Warszawy (1953–1956), gdzie m.in. ponownie u Marii Wiercińskiej zagrała Klarę w Ślubach panieńskich (1953). W Teatrze Estrada wcieliła się w rolę Pernette Laprade w Szczęśliwych dniach Claude’a-Andre Pugeta w reż. Tadeusza Cyglera (1956), a w Teatrze Komedia zagrała m.in. Jill w Jim i Jill Greya Clifforda i Newmana Greatrexa w reż. Kazimierza Pawłowskiego (1957).

#### Działalność publiczna
W latach 1961–1965 była radną Dzielnicowej Rady Narodowej Warszawa Śródmieście. Działała w komisji ds. kultury, sportu i turystyki. Funkcja ta znalazła odbicie w programach Kabaretu Starszych Panów, gdzie Krafftówna odtwarzała postać radnej.
Od 1957 do 1964 była aktorką Teatru Dramatycznego w Warszawie. Swoją pierwszą kreacją w tym teatrze, tytułową rolą w Iwonie, księżniczce Burgunda Witolda Gombrowicza w reż. Haliny Mikołajskiej (1957) zwróciła na siebie uwagę krytyków. Następnie zagrała Lizę w Panu Puntili i jego słudze Mattim Bertolta Brechta (reż. K. Swinarski, 1958). Kolejne kreacje z tego okresu to: tytułowa postać z Księżniczki Turandot Carlo Gozziego (1959) i Słowiczka w Ptakach Agnieszki Osieckiej i Andrzeja Jareckiego (1960) – oba przedstawienia w reżyserii Konrada Swinarskiego. Gra Krafftówny opierała się na pełnych wdzięku stylizacjach, nierzadko pastiszowych, ale niepozbawionych liryzmu. Innego rodzaju wyzwaniem było zagranie postaci Abigail Williams w Procesie w Salem na podstawie Czarownic z Salem Arthura Millera w reż. Ludwika René (1959). W 1959 występowała z zespołem Teatru Dramatycznego w paryskim Teatrze Narodów, prezentując Parady Jana Potockiego, zrealizowane i wystawiane rok wcześniej w Warszawie. Reżyserką sztuki była Ewa Bonacka, a Krafftówna zagrała Zerzabellę.

W latach 1964–1969 była aktorką w Teatrze Narodowym, w którym stworzyła wiele kreacji, m.in. kurkę (Elżbietę) w Kurce wodnej (1964) i Wandę Lektorowiczówną w Janie Karolu Macieju Wścieklicy (1966) Stanisława Ignacego Witkiewicza (oba w reż. Wandy Laskowskiej). Za swoje predyspozycje aktorskie i oryginalny, w pełni już ukształtowany wizerunek zebrała pochwalne recenzje i miano modelowej aktorki dramatów Witkacego. Występowała też jako Achiza w Żywocie Józefa (1965) Mikołaja Reja w reż. Kazimierza Dejmka i Tytania w Śnie nocy letniej (1968) Williama Szekspira w reż. W. Laskowskiej. Z Żywotem Józefa zespół Teatru Narodowego objechał niemal całą Europę (gościnne występy i udział w festiwalach m.in. w Czechosłowacji, NRD, na Węgrzech, w Austrii, Holandii i we Włoszech). Równolegle z występami na scenie narodowej, Krafftówna udzielała się w realizacjach Studenckiego Teatru Satyryków, gdzie zagrała m.in. w Poczta się myli (1966) Stanisława Tyma w reż. Izabelli Cywińskiej.

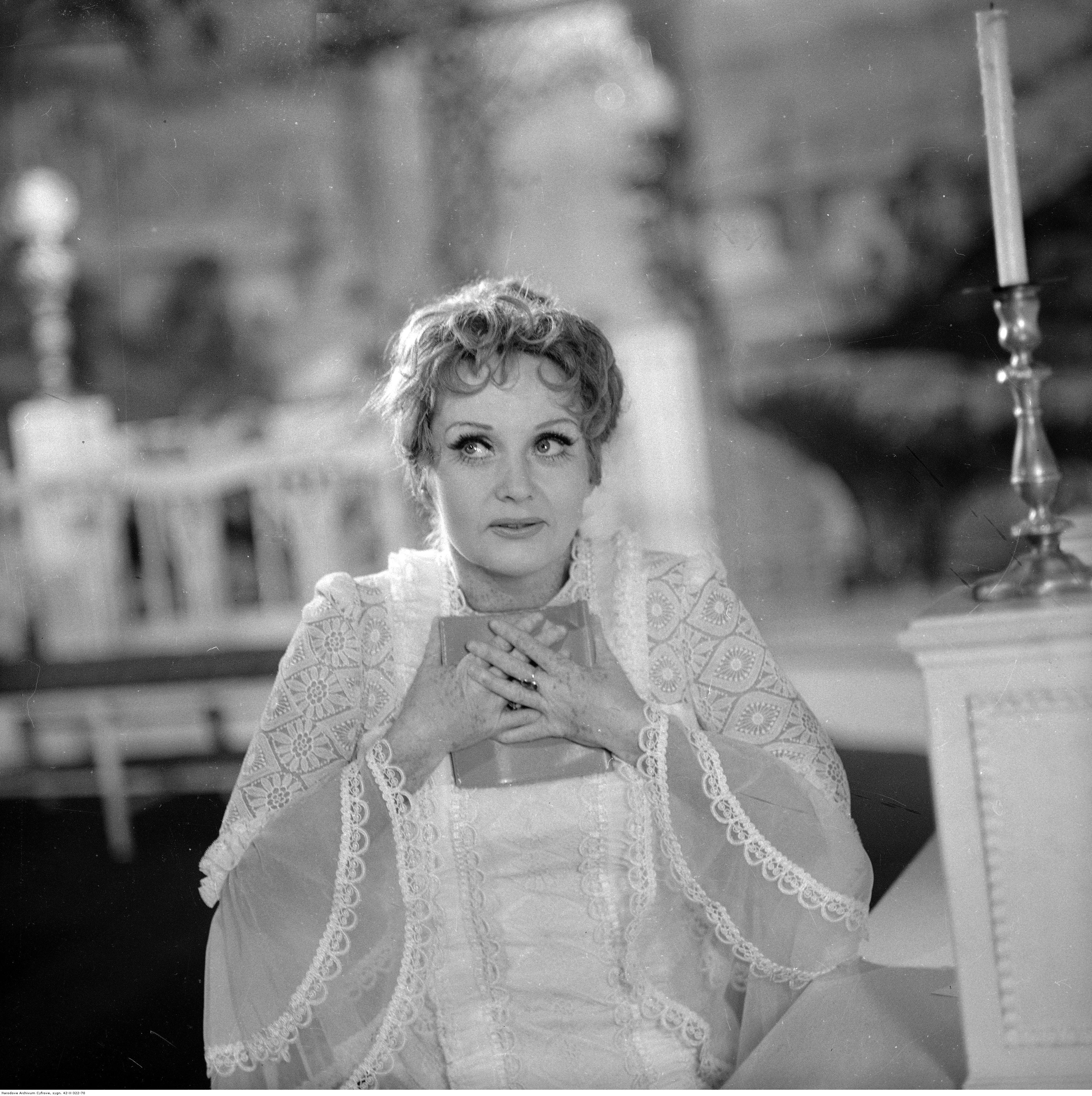
Krafftówna jako Cecylia Cardew w spektaklu Lord z walizki w Teatrze Syrena w Warszawie (1969)

W 1969 krótko występowała w Teatrze Syrena. Następnie do 1981 była aktorką Teatru Współczesnego w Warszawie, w którym zagrała: Alicję w Play Strindberg (1970) Friedricha Dürrenmatta w reż. Andrzeja Wajdy, Dorotę w Matce (1970) Witkacego oraz Lady Macbett i Lady Duncan w Macbett (1972) Eugène’a Ionesco (obie sztuki wyreżyserował Erwin Axer), a także Szarlottę w Wiśniowym sadzie (1976) Antoniego Czechowa w reż. Macieja Prusa i Szambelanową w Panu Jowialskim (1977) Aleksandra Fredry w reż. Jerzego Kreczmara.
W 1982 wróciła na krótko do Teatru Dramatycznego, w którym zagrała dwie znaczące role: Lulu w Skizie (1982) Gabrieli Zapolskiej w reż. Witolda Zatorskiego i Wolumnię w Koriolanie Williama Szekspira w reż. Krzysztofa Kelma. Następnie, na zaproszenie aktora i reżysera Leonidasa Dudarewa-Ossetyńskiego, wyjechała do Stanów Zjednoczonych, gdzie zagrała w witkacowskiej Matce po angielsku. Nie znając tego języka, nauczyła się roli fonetycznie i z powodzeniem występowała na amerykańskich scenach. Pobyt za oceanem, planowany początkowo na pół roku, przeciągnął się do kilkunastu lat. Krafftówna zamieszkała początkowo w San Francisco, a później w Los Angeles. Grała w polonijnym teatrze i wyreżyserowała Kram z piosenkami Leona Schillera. Przez lata współpracowała z zespołem studenckim Szkoły Teatralnej, Filmowej i Telewizyjnej w Los Angeles, kierowanym przez prof. Michaela Hacketta. W 1997 przyjechała do Polski ze spektaklem Biesiada u hrabiny Kotłubaj Witolda Gombrowicza, wyreżyserowanym przez Hacketta. W następnym roku wróciła na stałe do Polski.

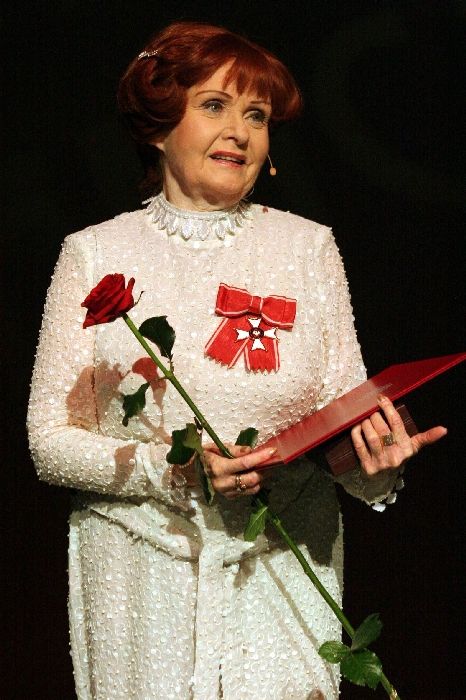
Krafftówna odznaczona Krzyżem Komandorskim Orderu Odrodzenia Polski (2006)

W 2006, z okazji jubileuszu 60-lecia pracy artystycznej, wystąpiła w napisanym specjalnie dla niej monodramie Remigiusza Grzeli Błękitny diabeł o ostatnich latach życia Marleny Dietrich. Przedstawienie wspólnie z Krafftówną wyreżyserował Józef Opalski, jego prapremiera odbyła się 24 października 2006 w Teatrze Muzycznym w Gdyni , a premiera – 20 listopada 2006 w Teatrze Narodowym w Warszawie. Podczas prapremiery Błękitnego diabła Krafftówna została odznaczona Krzyżem Komandorskim Orderu Odrodzenia Polski.
W 2007 zagrała Matkę w Peer Gynt. Szkicach z dramatu Henryka Ibsena, a w 2008 – rolę tytułową w Alicji Lewisa Carrolla. Oba przedstawienia wyreżyserował Paweł Miśkiewicz w Teatrze Dramatycznym w Warszawie. Na swoje 80. urodziny wystąpiła w napisanej specjalnie na tę okazję sztuce Remigiusza Grzeli Oczy Brigitte Bardot (reż. Maciej Kowalewski), którego premiera w Teatrze Na Woli im. Tadeusza Łomnickiego w Warszawie odbyła się 5 grudnia 2008. Za rolę w tym spektaklu Krafftówna otrzymała nominację do nagrody im. Norwida.
18 maja 2010 w Teatrze Dramatycznym w Warszawie odbył się jubileusz 65-lecia pracy artystycznej Krafftówny. 6 października 2013 aktorka wzięła udział w programie pt. Przeszłość jest to dziś tylko cokolwiek dalej w benefisie Dariusza Domańskiego przygotowanym w Teatrze Ludowym w Nowej Hucie.
12 stycznia 2016 nakładem wydawnictwa Próśzyński i S-ka ukazała się książka biograficzna pt.  „Krafftówna w krainie czarów” będąca wywiadem rzeką Remigiusza Grzeli z Krafftówną.
11 listopada 2019 została odznaczona Krzyżem Komandorskim z Gwiazdą Orderu Odrodzenia Polski.

### Kariera filmowa
Zagrała w kilkudziesięciu filmach. Zdaniem wielu krytyków najwybitniejszą jej kreacją, a zarazem jedną z najdoskonalszych kreacji kobiecych w polskim kinie, była rola Felicji w filmie Wojciecha Jerzego Hasa Jak być kochaną (1962); zagrała w nim kobietę, która poświęca wszystko dla miłości i ostatecznie ponosi życiową klęskę. Felicja ukrywa w swoim krakowskim mieszkaniu poszukiwanego przez gestapo ukochanego (Zbigniew Cybulski) i dla zapewnienia mu bezpieczeństwa decyduje się na pracę dla okupantów. Jej ofiara jest daremna, mężczyzna okazuje się człowiekiem słabym i niedojrzałym. Zagranie bohaterki tragicznej było dowodem wszechstronności Krafftówny, aktorki dotąd głównie charakterystyczno-komediowej. Za rolę w obrazie Hasa otrzymała nagrodę na Międzynarodowym Festiwalu Filmowym w San Francisco w 1962. Była to jedna z trzech nagród dla filmu, jednak jego twórców zabrakło na festiwalu, i statuetki Golden Gate Award dotarły do Polski dopiero po kilku miesiącach. Krafftówna odebrała ją podczas uroczystego pokazu Jak być kochaną.
O dużych możliwościach aktorskich przekonywała już wcześniejsza rola Niury w filmie Kazimierza Kutza Nikt nie woła (1960), w którym zagrała repatriantkę, która po wojnie trafia wraz z tysiącami innych na Ziemie Odzyskane. Gorzkie doświadczenia wojennej przeszłości są w filmie przywołane jedynie pośrednio, w wypowiedziach Niury, w jej melancholii i braku złudzeń. Rola przekonuje siłą osobowości i bogactwem środków aktorskich. Inne filmowe wyzwania to m.in. kreacje Zosi w Złocie (1961), Camilli de Tormez w Rękopisie znalezionym w Saragossie (1964) i Jadwigi w Szyfrach (1966, wszystkie trzy filmy w reżyserii Wojciecha J. Hasa), a także Stefki w Popiele i diamencie (1958) Andrzeja Wajdy. W obrazie Jutro premiera Janusza Morgensterna (1962), błyskotliwej farsie o ludziach teatru, Krafftówna zagrała bohaterkę o dwóch obliczach, niczym Kopciuszek zmieniającą się z zahukanej nieatrakcyjnej suflerki Flapci w piękną damę, odtwórczynię głównej roli w sztuce teatralnej.
Zagrała też w serialach, m.in. panią Makowiecką w Przygodach pana Michała (1969) i Honoratę w Czterech pancernych i psie (1970), a w trakcie przygotowań do występu w drugim z seriali nauczyła się mówić gwarą górnośląską, poznawała mentalność i obyczaje Górnoślązaków. Po 2000 zagrała w serialach telewizyjnych, m.in. Na dobre i na złe, M jak miłość i Niania.

Do końca życia pozostała aktywna zawodowo.

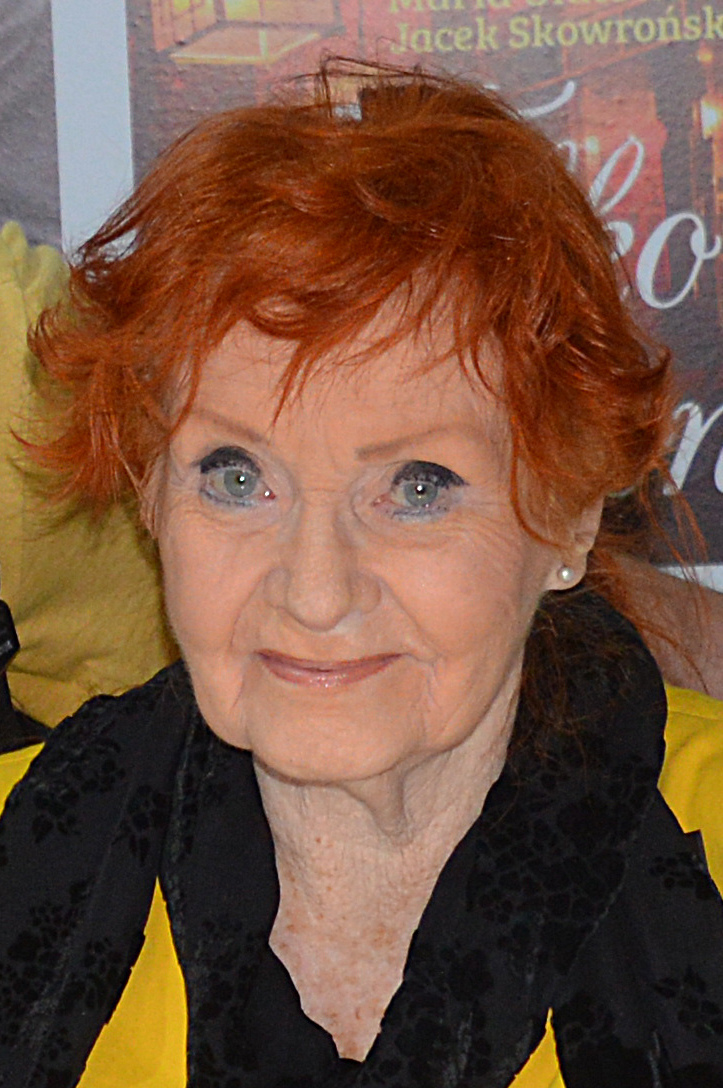
Krafftówna (2017)

### Działalność kabaretowa
W latach 1959–1966 występowała w Kabarecie Starszych Panów, oryginalnym poetyckim programie telewizyjnym, stworzonym i prowadzonym przez duet Jeremi Przybora – Jerzy Wasowski. Do historii polskiej piosenki rozrywkowej weszły jej wykonania piosenek, m.in. „W czasie deszczu dzieci się nudzą”, „Zakochałam się w czwartek niechcący”, „Przeklnij mnie” (lub „Przeklnę cię”, wyk. w duecie z Bohdanem Łazuką) czy „Bądź dobry i dla męża” (wyk. z Bronisławem Pawlikiem). Kilka piosenek duetu Wasowski – Przybora powstało specjalnie z myślą o Krafftównie. Udział w programach Kabaretu Starszych Panów przyniósł artystce popularność i uznanie widzów, poparte licznymi nagrodami.
Filmową realizacją utrzymaną w poetyce Kabaretu Starszych Panów jest surrealistyczna komedia Kazimierza Kutza Upał (1964). Krafftówna występowała również w kabarecie „Frascati” kierowanym przez Wojciecha Siemiona oraz w kabarecie satyryczno-literackim U Lopka Kazimierza Krukowskiego. W kolejnych latach udzielała się też w Kabarecie „Pod Egidą” Jana Pietrzaka. Wykonywała tam m.in. piosenkę „Dramat w ogródkach działkowych” utrzymaną w konwencji czarnego humoru.

## Życie prywatne

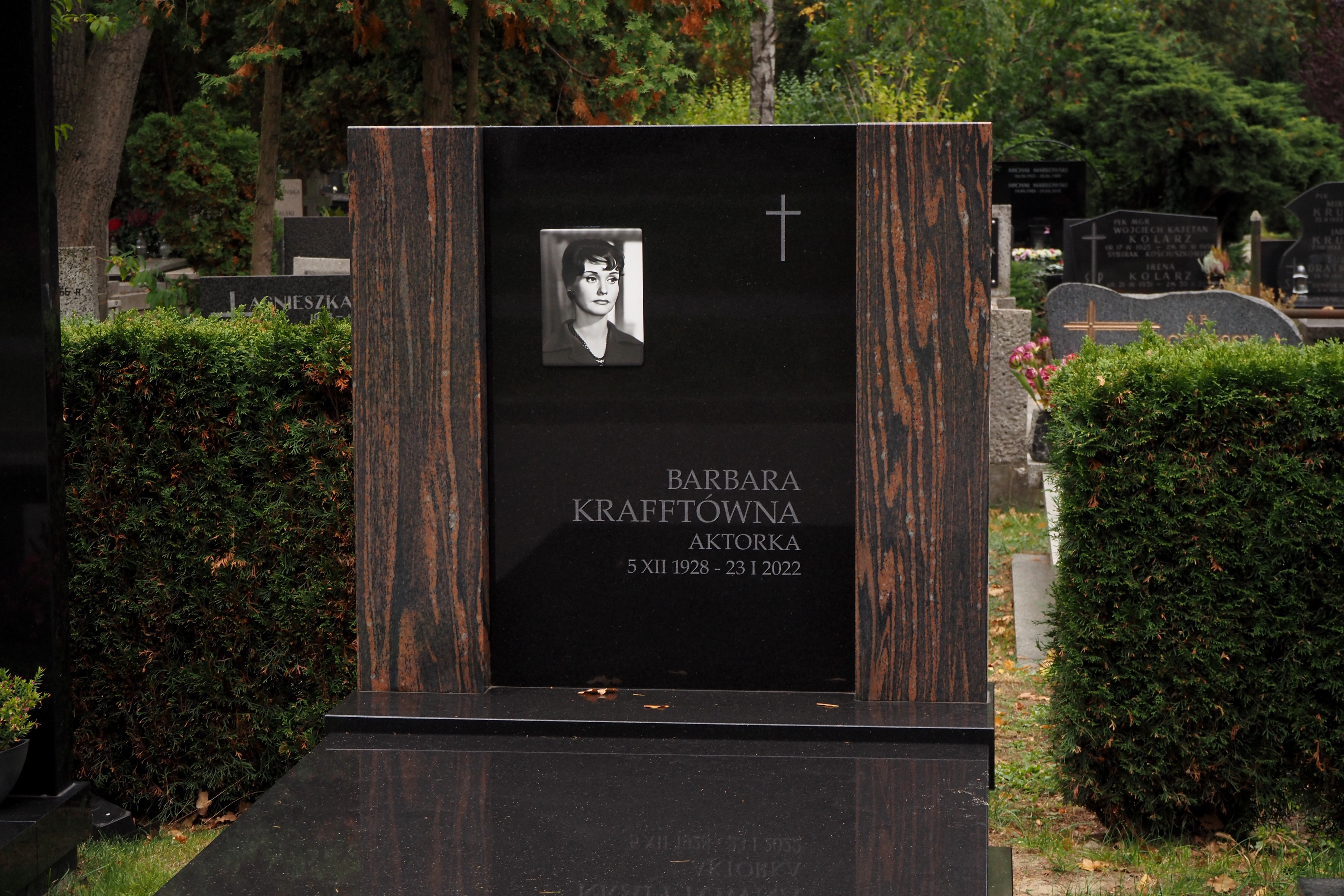
Grób Barbary Krafftówny na Cmentarzu Wojskowym na Powązkach

1 czerwca 1956 poślubiła aktora Michała Gazdę, który 6 listopada 1969 zginął w wypadku samochodowym, gdy – prowadząc samochód – doznał ataku serca na moście Gdańskim w Warszawie. Mieli syna Piotra, który zmarł na atak serca 6 listopada 2009. W 1982 wyjechała do Stanów Zjednoczonych, gdzie poznała Arnolda Seidnera, dyrektora międzynarodowego instytutu do spraw emigrantów w San Francisco. Ich małżeństwo trwało pół roku i przerwała je śmierć Seidnera w wyniku zawału serca w 1986.
Po śmierci drugiego męża przeniosła się do Los Angeles, gdzie przez ponad dekadę mieszkała w domu seniora. Otrzymała obywatelstwo amerykańskie, jednak w 1998 wróciła na stałe do Polski i zamieszkała w Warszawie. W październiku 2021 trafiła do szpitala z powodu złamania nogi, po czym przeprowadziła się do Domu Artystów Weteranów Scen Polskich w Konstancinie-Jeziornie, gdzie zmarła 23 stycznia 2022 roku.
4 lutego 2022 po mszy świętej żałobnej w kościele św. Brata Alberta i św. Andrzeja Apostoła, została pochowana w alei zasłużonych cmentarza wojskowego na Powązkach w Warszawie.

## Role teatralne
- 1946: Mickiewiczowskie ballady, program złożony z utworów poetyckich Adama Mickiewicza (reż. Halina Gallowa, Teatr Wybrzeże w Gdyni)
- 1946: Homer i Orchidea Tadeusza Gajcego – Rybaczka (reż. Iwo Gall, Teatr Wybrzeże w Gdyni)
- 1946: W małym domku Tadeusza Rittnera – Kasia (reż. Iwo Gall, Teatr Wybrzeże w Gdyni)
- 1946: Z piosenką przez wieś, program muzyczno-taneczny (reż. Barbara Gołębska, Teatr Wybrzeże w Gdyni)
- 1947: Jak wam się podoba Williama Shakespeare’a – Kasia (reż. Iwo Gall, Teatr Wybrzeże w Gdyni)
- 1947: Temperamenty Antoniego Cwojdzińskiego – Stefcia (reż. Iwo Gall, Teatr Wybrzeże w Gdyni)
- 1948: Król włóczęgów Justina Huntleya McCarthy’ego – Maria (reż. Iwo Gall, Teatr Wybrzeże w Gdyni)
- 1948: Trzech synów i córka Rogera Ferdinanda – Krystyna (reż. Iwo Gall, Teatr Wybrzeże w Gdyni)
- 1948: Wesele Stanisława Wyspiańskiego – Haneczka (reż. Iwo Gall, Teatr Wybrzeże w Gdyni)
- 1948: Wiśniowy sad Antona Czechowa – Basia (reż. Iwo Gall, Teatr Wybrzeże w Gdyni)
- 1949: Tu mówi Tajmyr Konstantina Isajewa i Adama Galicza (reż. Halina Gallowa, Teatr Wybrzeże w Gdyni)
- 1949: Pigmalion George’a Bernarda Shawa – Klara (reż. Iwo Gall, Teatr Wybrzeże w Gdyni)
- 1949: Ja kocham cały naród, program poetycki z okazji 150 rocznicy urodzin Adama Mickiewicza (scenariusz Kazimierz Barnaś, reż. Halina Gallowa, Teatr Wybrzeże w Gdyni)
- 1949: Przeplataj słowem serca ludzi, program poetycki z okazji 150 rocznicy urodzin Aleksandra Puszkina (scenariusz Kazimierz Barnaś, reż. Halina Gallowa, Teatr Wybrzeże w Gdyni)
- 1949: Wiśniowy sad Antona Czechowa – Waria (reż. Iwo Gall, Teatr im. Stefana Jaracza w Łodzi)
- 1951: Śluby panieńskie Aleksandra Fredry – Klara (reż. Maria Wiercińska, Teatry Dramatyczne we Wrocławiu – Teatr Kameralny)
- 1951: Jak wam się podoba Williama Shakespeare’a – Audrey (reż. Edmund Wierciński, Teatry Dramatyczne we Wrocławiu – Teatr Polski)
- 1951: Skąpiec Moliera – Eliza (reż. Maryna Broniewska, Teatry Dramatyczne we Wrocławiu – Teatr Kameralny)
- 1951: Małżeństwo Kreczyńskiego Aleksandra Suchowo-Kobylina – Ludka (reż. Edmund Wierciński, Teatry Dramatyczne we Wrocławiu – Teatr Polski)
- 1952: Magazyn mód Iwana Kryłowa – Masza (reż. Stanisław Bugajski, Teatry Dramatyczne we Wrocławiu – Teatr Kameralny)
- 1953: Tor przeszkód Ewy Szumańskiej i Stefana Łosia – Baśka (reż. Stanisław Bugajski, Teatr Nowej Warszawy)
- 1953: Śluby panieńskie Aleksandra Fredry – Klara (reż. Maria Wiercińska, Teatr Nowej Warszawy)
- 1953: Magazyn Małgorzaty Charette Hanny Januszewskiej – Franciszka (reż. Natalia Szydłowska, Teatr Nowej Warszawy)
- 1955: Studencka miłość Włodzimierza Dychawicznego – Nastusia (reż. Stanisław Bugajski, Teatr Nowej Warszawy)
- 1956: Szczęśliwe dni Claude’a-Andre Pugeta – Pernette Laprade (reż. Tadeusz Cygler, Teatr Estrada w Warszawie)
- 1957: Jim i Jill Greya Clifforda i Newmana Greatrexa – Jill (reż. Kazimierz Pawłowski, Teatr Komedia)
- 1957: Iwona, księżniczka Burgunda Witolda Gombrowicza – Iwona (reż. Halina Mikołajska, Teatr Dramatyczny w Warszawie)
- 1958: Pan Puntila i jego sługa Matti Bertolta Brechta – Liza (reż. Konrad Swinarski, Teatr Dramatyczny w Warszawie)
- 1958: Parady Jana Potockiego – Zerzabella (reż. Ewa Bonacka, Teatr Dramatyczny w Warszawie)
- 1959: Księżniczka Turandot Carlo Gozziego – Księżniczka Turandot (reż. Konrad Swinarski, Teatr Dramatyczny w Warszawie)
- 1959: Proces w Salem na podst. Czarownic z Salem Arthura Millera – Abigail Williams (reż. Ludwik René, Teatr Dramatyczny w Warszawie)
- 1959: W małym dworku Stanisława Ignacego Witkiewicza – Zosia (reż. Wanda Laskowska, Teatr Dramatyczny w Warszawie)
- 1960: Ptaki Agnieszki Osieckiej i Andrzeja Jareckiego – Słowiczka (reż. Konrad Swinarski, Teatr Dramatyczny w Warszawie)
- 1960: Uczta morderców Andrzeja Wydrzyńskiego – Hanka (reż. Wanda Laskowska, Teatr Dramatyczny w Warszawie)
- 1961: Indyk Sławomira Mrożka – Laura (reż. Zbigniew Bogdański, Teatr Dramatyczny w Warszawie)
- 1963: Dziewiąty sprawiedliwy Jerzego Jurandota – Jeracha (reż. Ludwik René, Teatr Dramatyczny w Warszawie)
- 1964: Letnicy  Maksima Gorkiego – Olga (reż. Ludwik René, Teatr Dramatyczny w Warszawie)
- 1964: Kurka wodna – Elżbieta Frake-Prawacka(kurka) (reż. Wanda Laskowska, Teatr Narodowy w Warszawie)
- 1965: Żywot Józefa Mikołaja Reja – Achiza (reż. Kazimierz Dejmek, Teatr Narodowy w Warszawie)
- 1966: Jan Karol Maciej Wścieklica Stanisława Ignacego Witkiewicza – Wanda Lektorowiczówna (reż. Wanda Laskowska, Teatr Narodowy w Warszawie)
- 1966: Poczta się myli Stanisława Tyma – Danuta Wiśniewska (reż. Izabella Cywińska, Studencki Teatr Satyryków w Warszawie)
- 1968: Ciężkie czasy Michała Bałuckiego – Natalka (reż. Kazimierz Dejmek, Teatr Narodowy w Warszawie)
- 1968: Sen nocy letniej Williama Shaekspeare'a – Tytania (reż. Wanda Laskowska, Teatr Narodowy w Warszawie)
- 1969: Róbmy coś Zdzisława Gozdawy i Wacława Stępnia (reż. Stanisława Stanisławska-Majdrowicz, Teatr Syrena w Warszawie)
- 1969: Lord z walizki, na podstawie utworów Oscara Wilde’a – Cecylia Cardew (reż. Zdzisław Tobiasz, Teatr Syrena w Warszawie)
- 1970: Play Strindberg Friedricha Dürrenmatta – Alicja (reż. Andrzej Wajda, Teatr Współczesny w Warszawie)
- 1970: Matka Stanisława Ignacego Witkiewicza – Dorota (reż. Erwin Axer, Teatr Współczesny w Warszawie)
- 1972: Macbett Eugène’a Ionesco – Lady Macbett, Lady Duncan, Wiedźma (reż. Erwin Axer, Teatr Współczesny w Warszawie)
- 1972: Król Jeleń Carlo Gozziego – Smeraldina (reż. Giovanni Pampiglione, Teatr Współczesny w Warszawie)
- 1975: Garbus Sławomira Mrożka – Onka (reż. Kazimierz Dejmek, Teatr Nowy w Łodzi)
- 1976: Wiśniowy sad Antona Czechowa – Szarlotta (reż. Maciej Prus, Teatr Współczesny w Warszawie)
- 1977: Pan Jowialski Aleksandra Fredry (reż. Jerzy Kreczmar, Teatr Współczesny w Warszawie)
- 1979: Remi-Dżin Donalda L. Coburna – Fonsja Dorsey (reż. Karl-Heinz Stroux, Teatr Współczesny w Warszawie)
- 1981: Skiz Gabrieli Zapolskiej – Lulu (reż. Witold Zatorski, Teatr Dramatyczny w Warszawie)
- 1982: Koriolan Williama Shakespeare’a – Wolumnia (reż. Krzysztof Kelm, Teatr Dramatyczny w Warszawie)
- 1983: Matka Stanisława Ignacego Witkiewicza – Matka (reż. Leonidas Dudarew-Ossetyński, teatr w Los Angeles)
- 1997: Biesiada u hrabiny Kotłubaj, na podstawie opowiadania Witolda Gombrowicza – Hrabina Kotłubaj (reż. Michael Hackett; Szkoła Teatralna, Filmowa i Telewizyjna UCLA w Los Angeles)
- 2004: Medytacje o dziewictwie, na podstawie prozy Witolda Gombrowicza – Alicja (reż. Michael Hackett; Szkoła Teatralna, Filmowa i Telewizyjna w Los Angeles)
- 2006: Błękitny diabeł Remigiusza Grzeli – monodram (reż. Józef Opalski, przedstawienie impresaryjne; prapremiera w Teatrze Muzycznym w Gdyni)
- 2007: Peer Gynt. Szkice z dramatu Henrika Ibsena – Matka (reż. Paweł Miśkiewicz, Teatr Dramatyczny w Warszawie)
- 2008: Alicja, na podstawie powieści Alicja w Krainie Czarów Lewisa Carrolla – Alicja (reż. Paweł Miśkiewicz, Teatr Dramatyczny w Warszawie)
- 2008: Oczy Brigitte Bardot Remigiusza Grzeli – Anastazja (reż. Maciej Kowalewski, Teatr Na Woli im. Tadeusza Łomnickiego w Warszawie)
- 2012: Trzeba zabić starszą panią Grahama Linehana – pani Wilberforce (reż. Cezary Żak, Och-Teatr w Warszawie)
- 2014: Jesienne manewry Petera Coke’a – Elizabeth Hatfield (reż. Krzysztof Szuster, Teatr Syrena)

### Role w Teatrze Telewizji
- 1958: Nowy Don Kichot Aleksandra Fredry – Małgorzata (reż. Maryna Broniewska)
- 1958: Opera za trzy grosze Bertolta Brechta – Lucy (reż. Konrad Swinarski)
- 1959: Pigmalion (1913) George’a Bernarda Shawa, jako Klara (reż. Maryna Broniewska)
- 1961: Przesada Agnieszki Osieckiej – Bliźniaczka Beatka (reż. Konrad Swinarski)
- 1961: Mistrz Piotr Pathelin, według anonimowego francuskiego utworu średniowiecznego (reż. Ewa Bonacka)
- 1961: Arlekinada Terence’a Rattigana – Fishlock (reż. Andrzej Munk)
- 1962: Anty-szopka sylwestrowa, spektakl złożony z różnych utworów (reż. Konrad Swinarski)
- 1962: Szklanka wody Eugène’a Scribe’a (reż. Józef Słotwiński)
- 1964: Mąż i żona Aleksandra Fredry – Justysia (reż. Maryna Broniewska)
- 1965: Freuda teoria snów Antoniego Cwojdzińskiego – Ona (reż. Jacek Szczęk)
- 1965: Amfitryon Franciszka Zabłockiego – Kleantis (reż. Ewa Bonacka)
- 1967: Nominacja Aleksandra Wołodina – Ania (reż. Jan Bratkowski)
- 1967: Żołnierz królowej Madagaskaru Stanisława Dobrzańskiego i Juliana Tuwima – Kamilla (reż. Wanda Laskowska)
- 1968: Santa Claus Janusza Majewskiego – Żona (reż. Janusz Majewski)
- 1968: Próba generalna Andrzeja Mularczyka – Córka (reż. Sylwester Chęciński)
- 1968: Nie ma takiego problemu Stanisława Tyma – Ona (reż. Izabella Cywińska)
- 1969: Mieszczanin szlachcicem Moliera – Pani Jourdain (reż. Jerzy Gruza)
- 1971: Wizyta starszej pani Friedricha Dürrenmatta – Klara Zachanassian (reż. Jerzy Gruza)
- 1972: Dwa teatry Jerzego Szaniawskiego – Laura (reż. Kazimierz Braun)
- 1972: Fatalna kobieta Patricka Quentin – Charlotta Mullen[14] (reż. Anna Minkiewicz)
- 1972: Kochanek Harolda Pintera – Ona (reż. Zygmunt Hübner)
- 1974: Dom kobiet Zofii Nałkowskiej – Róża (reż. Jan Kulczyński)
- 1976: Czterdzieści karatów Pierre’a Barilleta i Jean-Pierre’a Gredy’ego – Liza (reż. Barbara Sałacka)
- 1979: Mieszkanie do wynajęcia Pierre’a Barilleta i Jean-Pierre’a Gredy’ego – Betty (reż. Tadeusz Aleksandrowicz)
- 1980: Śmierć komiwojażera Arthura Millera – Linda (reż. Kazimierz Karabasz)
- 1981: Paragraf 4, na podstawie powieści Paragraf 22 Josepha Hellera – Pielęgniarka (scenariusz i reżyseria Marek Piwowski)
- 1993: Pat Pavla Kohouta – Żona (reż. Robert Gliński)
- 1993: Sztuka przekładu Ronalda Harwooda – Sophie, Lady Ogilvie-Smith (reż. Laco Adamik)
- 1994: Ogrodnik i jego chlebodawcy, według baśni Hansa Christiana Andersena (reż. Krystyna Krupska-Wysocka)
- 1994–1995: Szczęście na telefon Cezarego Harasimowicza – Pani Detektyw (reż. Janusz Dymek)
- 1995: Co się właściwie stało Betty Lemon? Arnolda Weskera – monodram (reż. Tomasz Wiszniewski)
- 1996: Agnieszka – skrawek nieba Natalii Gałczyńskiej – Babcia, Wróżka (reż. Krystyna Krupska-Wysocka)
- 1997: Babcia na jabłoni Miry Lobe – Babcia (reż. Wojciech Nowak)
- 2017: Biesiada u hrabiny Kotłubaj Witolda Gombrowicza – Markiza (reż. Robert Gliński)

## Filmografia
| Filmy fabularne |                                  |                              |                                |
| Rok             | Tytuł                            | Rola                         | Reżyseria                      |
| 1953            | Sprawa do załatwienia            | urzędniczka                  | Jan Rybkowski                  |
| 1957            | Deszczowy lipiec                 | Zofia Karpińska              | Leonard Buczkowski             |
| 1958            | Popiół i diament                 | Stefka                       | Andrzej Wajda                  |
| 1959            | Chorągwie na wieżach             | Wanda (głos, polski dubbing) | Maria Piotrowska               |
| 1960            | Walet pikowy                     | sekretarka                   | Tadeusz Chmielewski            |
| 1960            | Nikt nie woła                    | Niura                        | Kazimierz Kutz                 |
| 1961            | Dziś w nocy umrze miasto         | Iza                          | Jan Rybkowski                  |
| 1961            | Złoto                            | barmanka Zosia               | Wojciech Jerzy Has             |
| 1962            | Jutro premiera                   | suflerka Flapcia             | Janusz Morgenstern             |
| 1962            | Jak być kochaną                  | Felicja                      | Wojciech Jerzy Has             |
| 1963            | Ich dzień powszedni              | lekarka Michaśka             | Aleksander Ścibor-Rylski       |
| 1964            | Upał                             | Barbarka                     | Kazimierz Kutz                 |
| 1964            | Rękopis znaleziony w Saragossie  | Camilla de Tormez            | Wojciech Jerzy Has             |
| 1966            | Szyfry                           | Jadwiga                      | Wojciech Jerzy Has             |
| 1966            | Don Gabriel                      | Florentyna                   | Ewa Petelska, Czesław Petelski |
| 1968            | Przygoda z piosenką              | madame Michaud               | Stanisław Bareja               |
| 1968            | Przekładaniec                    | pastor (głos)                | Andrzej Wajda                  |
| 1970            | Książę sezonu                    | Stefa                        | Witold Orzechowski             |
| 1971            | Kłopotliwy gość                  | Barbara                      | Jerzy Ziarnik                  |
| 1975            | Die Überlebende                  | Teresa Gadomska              | Christian Steinke              |
| 1977            | Granica                          | wojewodzina                  | Jan Rybkowski                  |
| 1978            | Płomienie                        | ciotka                       | Ryszard Czekała                |
| 1981            | Filip z konopi                   | Zosia                        | Józef Gębski                   |
| 1982            | Na tropach Bartka                | pani Elżbieta                | Janusz Łęski                   |
| 1993            | Skutki noszenia kapelusza w maju | matka Mateusza               | Krystyna Krupska-Wysocka       |
| 2006            | Kto nigdy nie żył…               | matka Jarka                  | Andrzej Seweryn                |
| 2007            | Ryś                              | wicehrabina                  | Stanisław Tym                  |
| 2009            | Ostatnia akcja                   | Goga                         | Michał Rogalski                |
| 2010            | Milion dolarów                   | Hanna Walczak                | Janusz Kondratiuk              |
| 2021            | Zabij to i wyjedź z tego miasta  | stara mama Mariuszka (głos)  | Mariusz Wilczyński             |

| Seriale telewizyjne |                                      |                                 |                      |
| Rok                 | Tytuł                                | Rola                            | Reżyseria            |
| 1966                | Niewiarygodne przygody Marka Piegusa | matka Marka (odc. 4–6)          | Mieczysław Waśkowski |
| 1969–1970           | Czterej pancerni i pies              | Honorata (odc. 16–18, 21)       | Konrad Nałęcki       |
| 1969                | Przygody pana Michała                | Makowiecka (odc. 2–5)           | Paweł Komorowski     |
| 1973                | Wielka miłość Balzaka                | Luiza (głos)                    | Wojciech Solarz      |
| 1980                | Kłusownik                            | pani Elżbieta (odc. 1–3)        | Janusz Łęski         |
| 1994                | Bank nie z tej ziemi                 | Leokadia                        | Waldemar Dziki       |
| 2001                | Więzy krwi                           | Wiktoria                        | różni                |
| 2002                | Król przedmieścia                    | matka                           | Olaf Lubaszenko      |
| 2003                | Na dobre i na złe                    | Nela (odc. 155)                 | –                    |
| 2007                | Na dobre i na złe                    | Halina (odc. 300)               | –                    |
| 2007                | M jak miłość                         | babcia Łucja (odc.531, 533–534) | różni                |
| 2007                | Niania                               | Matylda (odc. 81)               | Jerzy Bogajewicz     |
| 2012                | Reguły gry                           | staruszka na wernisażu (odc. 1) | –                    |

## Odznaczenia

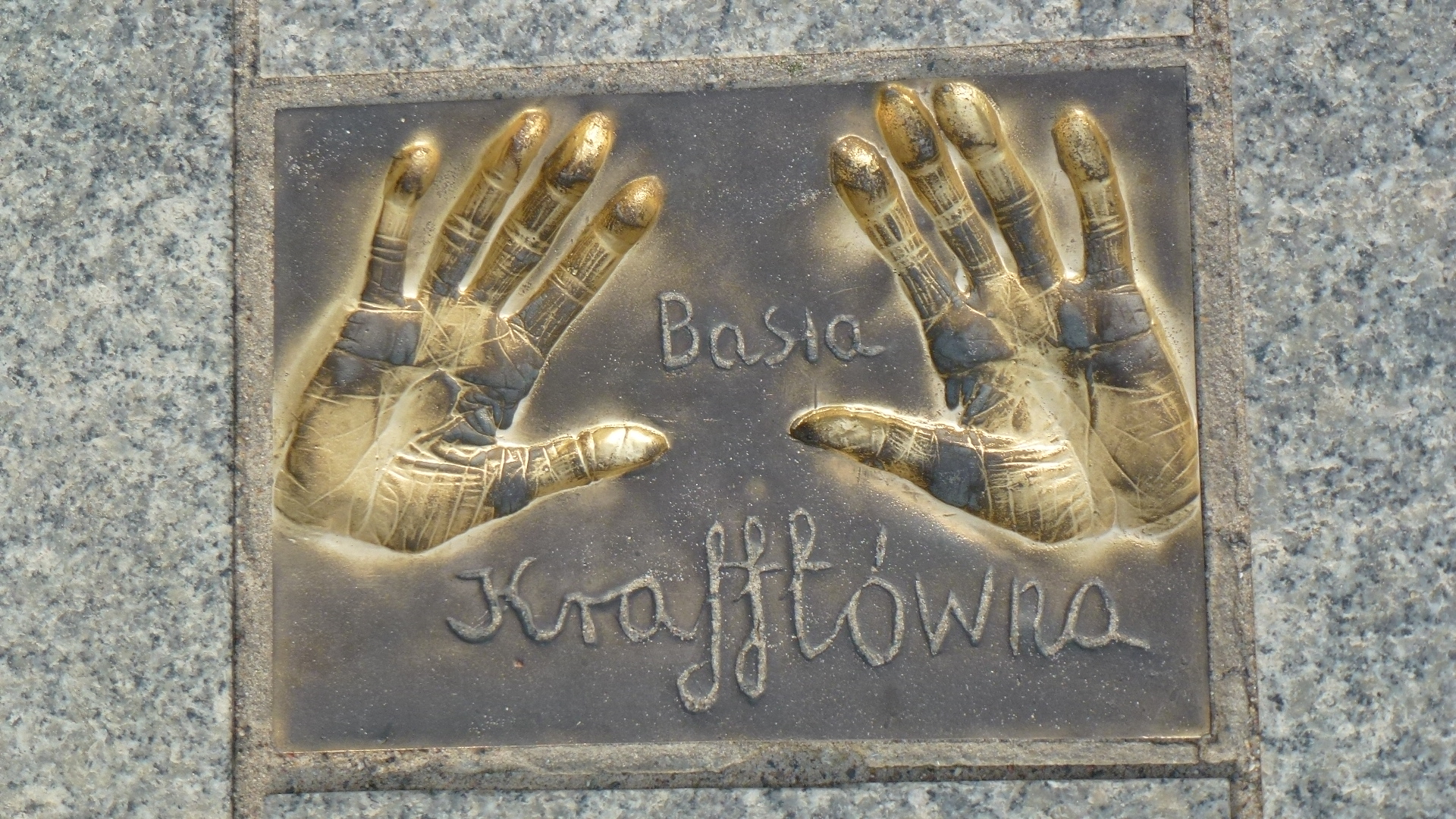
Odcisk dłoni aktorki w Alei Gwiazd Międzyzdrojach

- Krzyż Komandorski z Gwiazdą Orderu Odrodzenia Polski (2019)[15][16]
- Krzyż Komandorski Orderu Odrodzenia Polski (2006)[17]
- Krzyż Oficerski Orderu Odrodzenia Polski (1963)
- Medal Stulecia Odzyskanej Niepodległości (2018)[18]
- Złoty Medal „Zasłużony Kulturze Gloria Artis” (2006)[19]
- Medal „Merito de Wratislavia – Zasłużony dla Wrocławia”
- Złota Odznaka Honorowa Towarzystwa Polonia (1987)
- Odznaka 1000-lecia Państwa Polskiego (1967)

## Nagrody i wyróżnienia
- 1949: Nagroda Artystyczna Wybrzeża Gdańskiego za rok 1948
- 1962: nagroda „Srebrna Maska” w plebiscycie „Expressu Wieczornego” na najpopularniejszych aktorów telewizyjnych
- 1963: nagroda Złote Wrota na Międzynarodowym Festiwalu Filmowym w San Francisco za rolę w filmie Jak być kochaną
- 1963: Nagroda Ministra Kultury i Sztuki II stopnia za rolę w filmie Jak być kochaną;
- 1963: nagroda „Złota Maska” w plebiscycie „Expressu Wieczornego”
- 1964: nagroda „Srebrna Maska” w plebiscycie „Expressu Wieczornego” na najpopularniejszych aktorów telewizyjnych
- 1964: I miejsce w plebiscycie czytelników „Kuriera Polskiego” na najpopularniejszą aktorkę polskiego ekranu
- 1965: nagroda „Srebrna Maska” w plebiscycie „Expressu Wieczornego” na najpopularniejszych aktorów telewizyjnych
- 1965: Nagroda Komitetu ds. PRiTV za wybitne osiągnięcia aktorskie w programach rozrywkowych telewizji
- 1971: druga lokata w filmowym konkursie „Panoramy Północy” na najpopularniejszą parę aktorską, wraz z Janem Englertem
- 1975: Nagroda Ministra Kultury i Sztuki I stopnia za całokształt twórczości aktorskiej
- 1982: nagroda za rolę Lulu w Skizie na VIII Opolskich Konfrontacjach Teatralnych
- 1982: tytuł Najlepszej Aktorki na XXI Rzeszowskich Spotkaniach Teatralnych
- 1986: Nagroda pisma „Drama Loque” za najlepszą kreację aktorską w Matce Witkacego w reż. Leonidasa Dudarewa w Los Angeles
- 1990: Nagroda Dziennikarzy na Międzynarodowym Festiwalu Filmów Krótkometrażowych w Krakowie za rolę w filmie dokumentalnym How to be American
- 2005: odciśnięcie dłoni na Promenadzie Gwiazd w Międzyzdrojach
- 2018: Wielka Nagroda Festiwalu „Dwa Teatry” w Sopocie za wybitne kreacje aktorskie w Teatrze Polskiego Radia i Telewizji
- 2019: Platynowy Szczeniak za wybitne osiągnięcia w aktorstwie filmowym na 8. Festiwalu Aktorstwa Filmowego im. Tadeusza Szymkowa we Wrocławiu
- 2019: Doroczna Nagroda Ministra Kultury i Dziedzictwa Narodowego za całokształt twórczości[20]

## Literatura
- Remigiusz Grzela, Krafftówna w krainie czarów, wyd. Prószyński i S-ka, Warszawa 2016, ISBN 978-83-8069-235-0.